# Capitellum parvicruzae
Espèce
Statut de conservation UICN

 CR  : 
En danger critique
Capitellum parvicruzae est une espèce de sauriens de la famille des Scincidae.

## Répartition
Cette espèce est endémique de Sainte-Croix dans les îles Vierges des États-Unis.

## Étymologie
Le nom spécifique parvicruzae vient du latin parvus, petit, et de cruzae, qui fait référence à l'île de Sainte-Croix, en référence à la petite taille de ce saurien par rapport à Spondylurus magnacruzae.

## Publication originale
- Hedges & Conn, 2012 : A new skink fauna from Caribbean islands (Squamata, Mabuyidae, Mabuyinae). Zootaxa, no 3288, p. 1–244 (texte intégral).